# Amorphoscelis javana
Amorphoscelis javana es una especie de mantis de la familia Amorphoscelidae.

## Distribución geográfica
Se encuentra en Java (Indonesia).